# Château de Montfort (Côte-d'Or)
Pour l’article homonyme, voir Château de Montfort (Dordogne).
Le château de Montfort est un château fort du XIIIe siècle, situé sur la commune française de Montigny-Montfort dans le département de la Côte-d'Or. Cette forteresse est perchée sur un plateau rocheux à 317 mètres d'altitude dominant les trois vallées du Dandarge, de la Ronce et de la Louère.
Le château à l'architecture unique a connu d'illustres propriétaires et hébergea le Saint Suaire de nombreuses années.

## Localisation
Le château se trouve sur la route départementale D 980 entre Semur-en-Auxois (à 11 km) et Montbard (à 4 km) ; on y accède par l’autoroute A6 par la sortie 23 Bierre-lès-Semur direction Montbard.

## Historique

### Moyen Âge
Au XIe siècle (vers 1075) un premier château aurait été édifié par Bernard de Montfort, un proche des ducs de Bourgogne dont le château le plus proche était à une dizaine de kilomètres, à Montbard.
Vers 1289, le château est reconstruit par Géraud de Maulmont, chanoine et archidiacre de Limoges, conseiller du roi de France Philippe IV le Bel.
Par mariages et successions, le château revient en dot à Jeanne de Vergy qui épouse en 1340 Geoffroy Ier de Charny. Leur petite fille Maguerite épouse en 1400 Jean de Bauffremont qui décède à la bataille d'Azincourt en 1415. Son neveu Pierre de Bauffremont hérite du château de Montfort.

### Renaissance
La petite-fille de Pierre de Bauffremont, Philiberte, se maria avec Jean de Chalon prince d'Orange. Mais après la mort de Jean de Chalon, Philibert son fils refusa de rendre hommage au roi de France pour sa principauté d'Orange et se mit au service de Charles Quint. Le château est alors mis sous séquestre par François Ier à partir de 1521.
En 1530 René de Chalon hérite des biens de son oncle Philibert de Chalon, biens qu'il lègue à son cousin Guillaume d'Orange-Nassau.
Le 19 mai 1547, Guillaume Ier d'Orange-Nassau obtient la levée des séquestres sur le château. Sa fille Emélia d'Orange-Nassau (Amélie), après une succession difficile avec ses sœurs, obtient le château où elle entreprend d'importants travaux de réhabilitation.

### XVIIeetXVIIIesiècles
Le 14 février 1688, les petites filles d'Amélie d'Orange-Nassau vendent le château de Montfort pour 62 000 livres à François Michel Le Tellier marquis de Louvois, secrétaire d'état de la guerre de Louis XIV.
En 1691, à la mort de François Michel Le Tellier son fils Louis François Marie Le Tellier marquis de Barbezieux lui succède. Puis en 1701 sa fille Marie Margdelaine épouse du duc d'Harcourt hérite du château et des terres de Montfort.
Le 31 mai 1731, le duc et la duchesse d'Harcourt revendent la baronnie de Monfort à Frédéric de La Forest pour 100 000 livres. Seuls seigneurs qui feront du château leur résidence principale.

### DuXIXesiècleà nos jours
Le 18 août 1817, une descendante de la famille de La Forest cède le château, pour seulement 1 200 francs à Jean Baptise Lefaivre, ancien domestique au château. Dès lors, seules les terres du domaine sont exploitées ; le château, lui tombe en ruines dans l’indifférence totale.
En 1985, les ruines du château sont rachetées par Jean Marie Fériès et son épouse, qui entreprennent leur réhabilitation. En 1996, l'association Mons Forti prend la relève de M. et Mme Fériès. En 2011, le château de Montfort est cédé par Mme Fériès pour l'euro symbolique à la commune de Montigny-Montfort. L'association continue son action de restauration, de sauvegarde et d'animation.
Armes des anciens seigneurs et barons de Montfort

Armes de Bernard de Montfort.
Armes de la maison de Maulmont.
Armes de la maison de Vergy.
Armes de la maison de Charny.
Armes de la maison de Baufremont.
Armes de la maison de Chalon d'Orange.
Armes de la maison de Nassau.
Armes de la famille Le Tellier.
Armes de la maison d'Harcourt.
Armes de la famille de La Forest.

## Description
Photos du château de Montfort

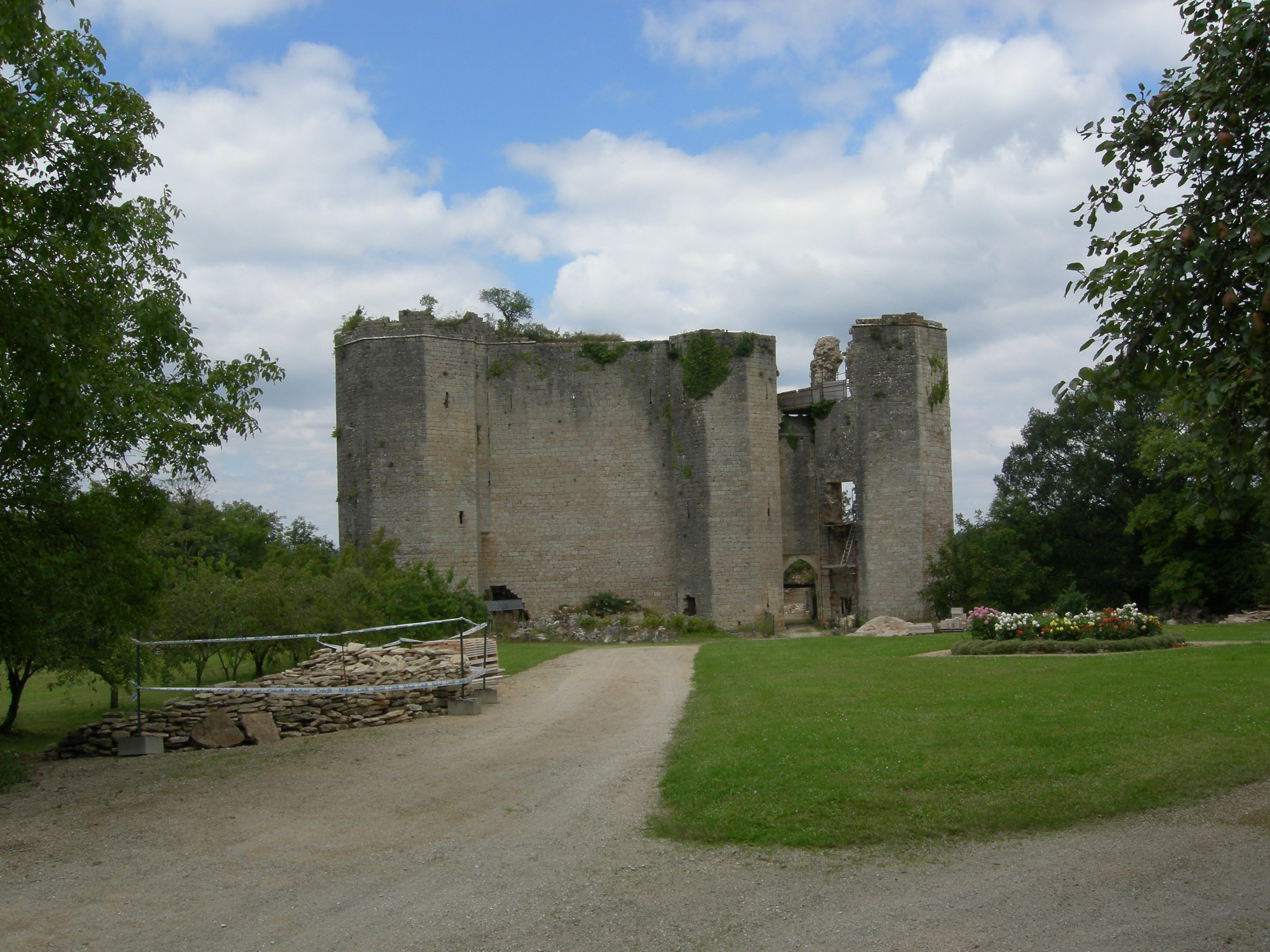
La façade sud du château.
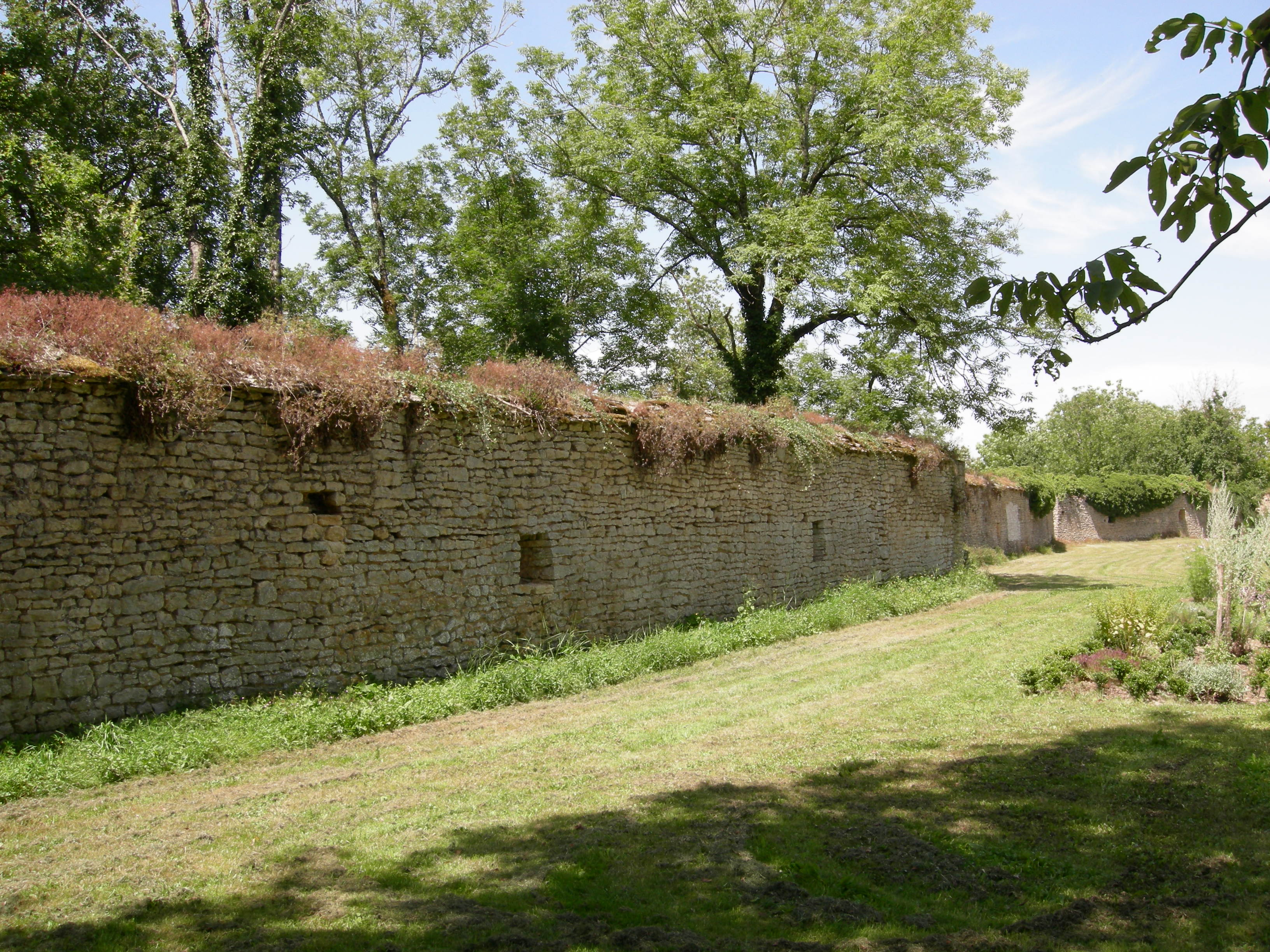
Les remparts.
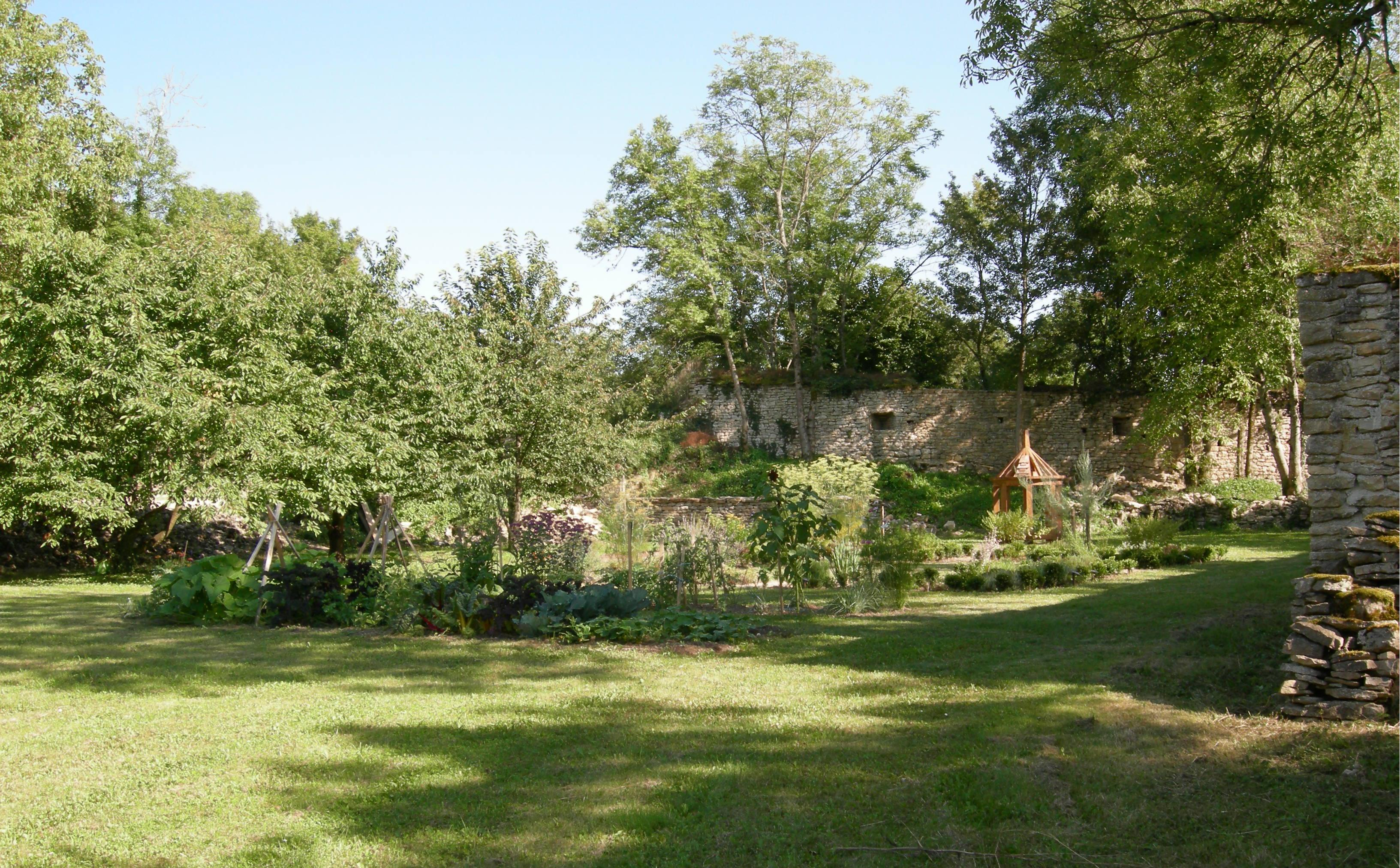
Les jardins, lanterneau de pigeonnier et détail du rempart.
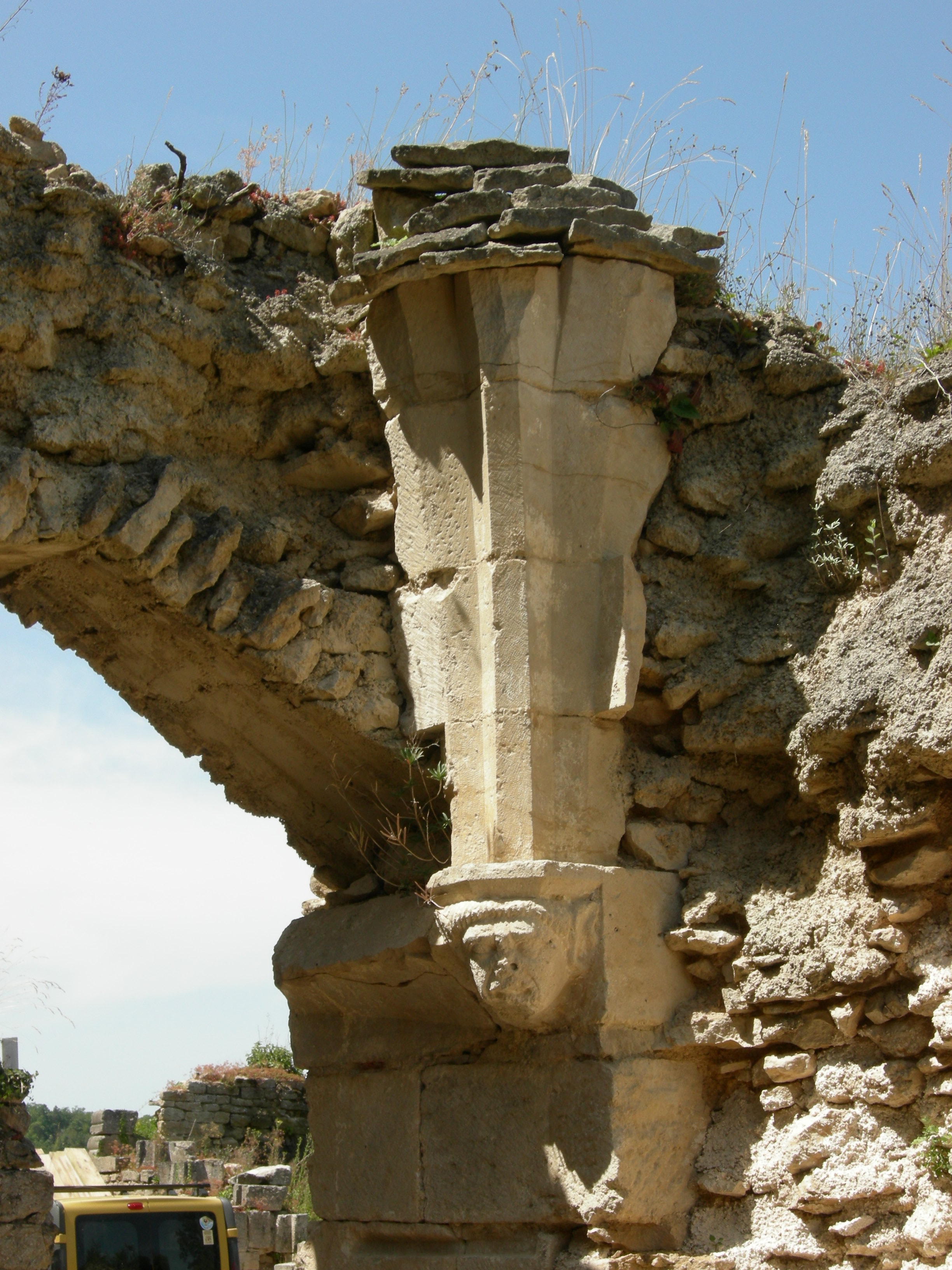
Cul-de-lampe.

Construit sur un plateau rocheux à 317 mètres d'altitude il domine les trois vallées du Dandarge, de la Ronce et de la Louère.
On accédait, après avoir passé un profond fossé et le pont-levis, à une vaste basse-cour ceinte de remparts flanquées de sept tours, trois semi-octogonales et les autres semi-circulaires ouvertes à la gorge. La hauteur des tours ne dépassant pas celle des courtines créait ainsi un niveau de défense et de circulation continu. La cour intérieure pavée était entourée de vastes bâtiments nobles : salle des gardes voûtée 12 × 18,5 mètres, salle seigneuriale, 10 × 24 mètres, chapelle, appartements, caves…
Aujourd’hui, du château seuls subsistent :
- l’imposante muraille sud de 30 mètres de haut et ses trois tours semi-octogonales dont celle appelée « tour Amélie » qui possède deux belles salles voûtées très bien restaurées, en croisée d’ogive avec clé de voûte ;
- le puits de 28 mètres de profondeur, la salle des gardes et ses trois imposants départs de colonne, la cour intérieure pavée… ;
- les remparts de la basse-cour et le pigeonnier.

## Protection
Le château fort de Montigny-Montfort a été inscrit à l'Inventaire supplémentaire des monuments historiques, par un arrêté du 30 décembre 1925.

## L’association
Aujourd’hui, le site est entièrement géré par l’association loi de 1901 Mons Forti. Depuis 1996, forte de ses 220 adhérents, celle-ci s'efforce de restaurer, d’embellir et d’animer le site.
Le site est ouvert gratuitement pour des visites guidées sous réservation.

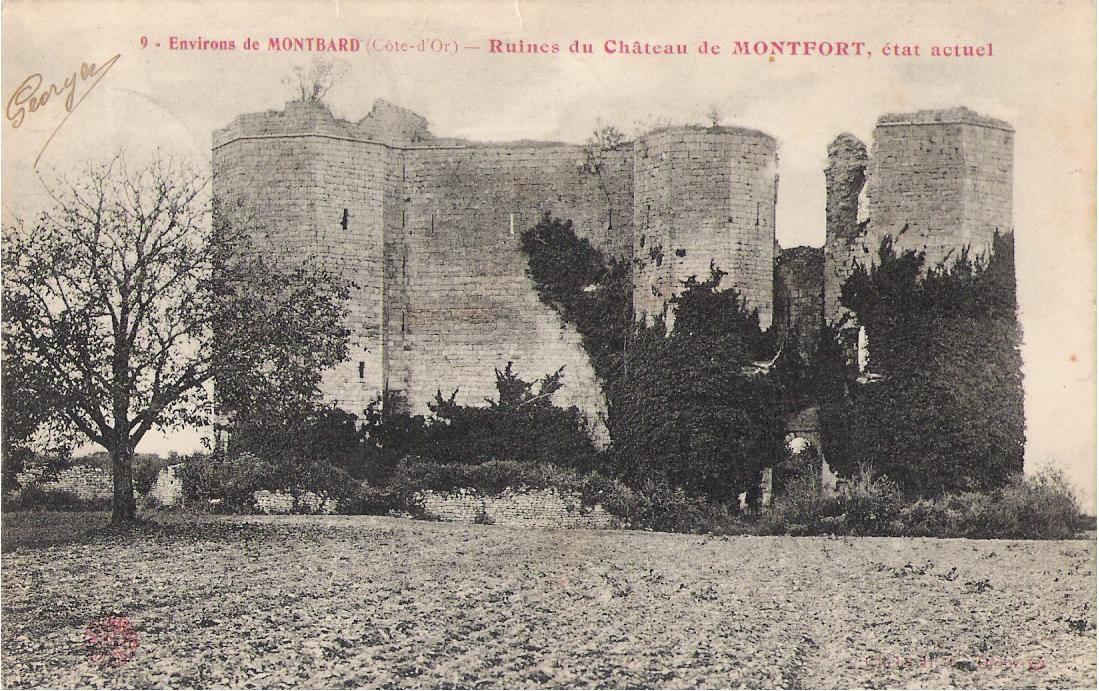
Le château de Montfort vers 1900.
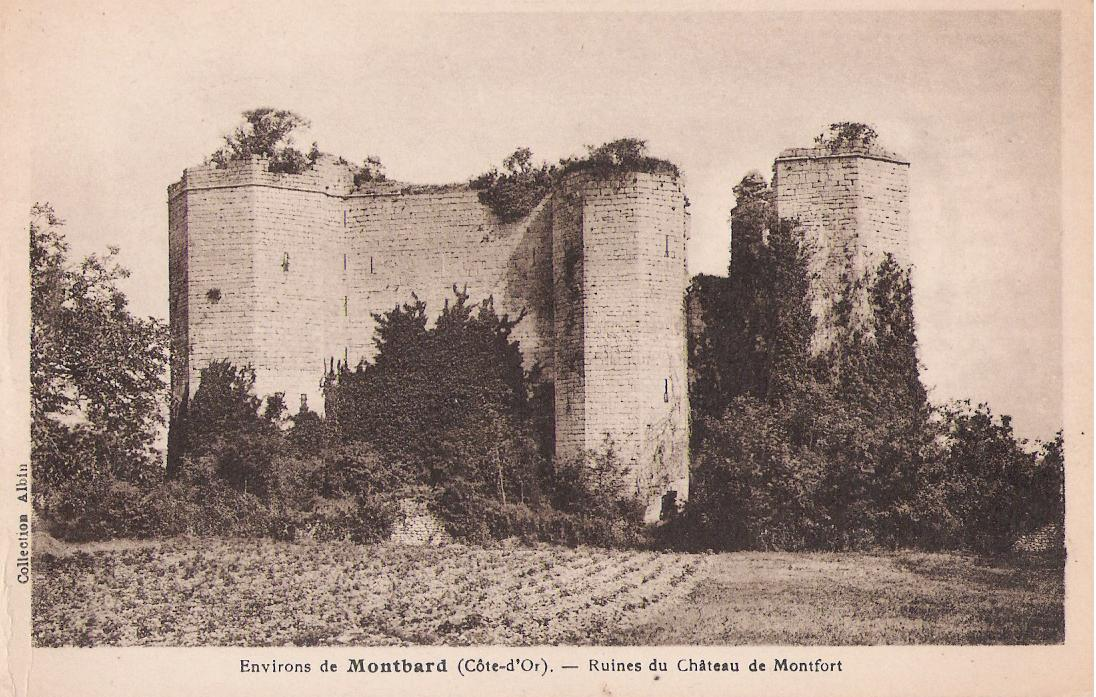
Le château de Montfort vers 1930.
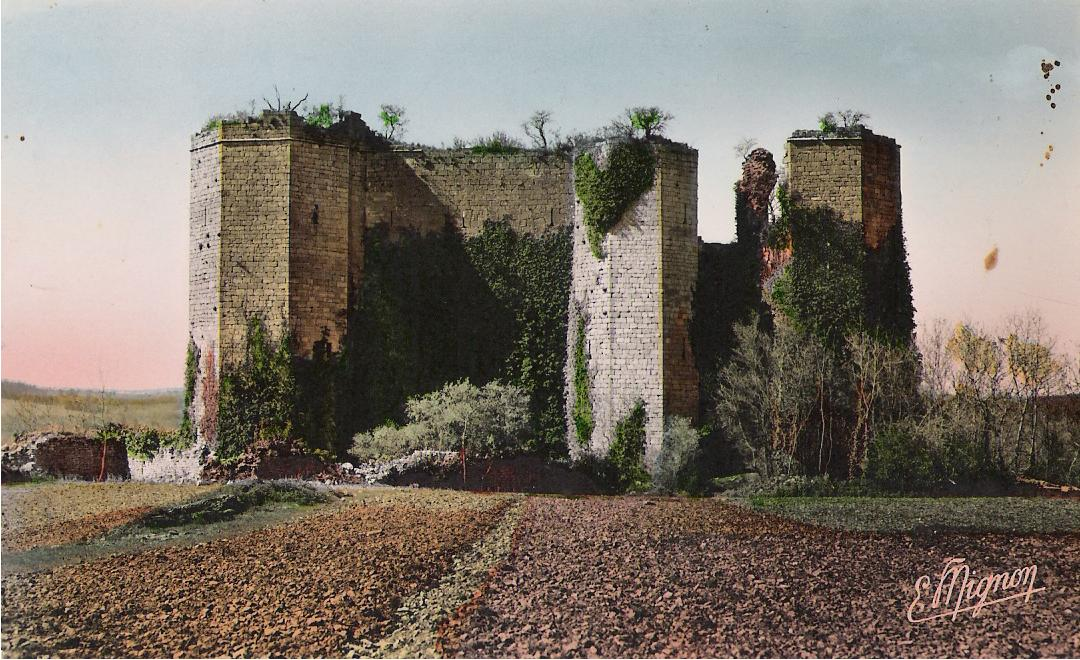
Le château de Montfort vers 1950.

## Le Saint Suaire à Montfort

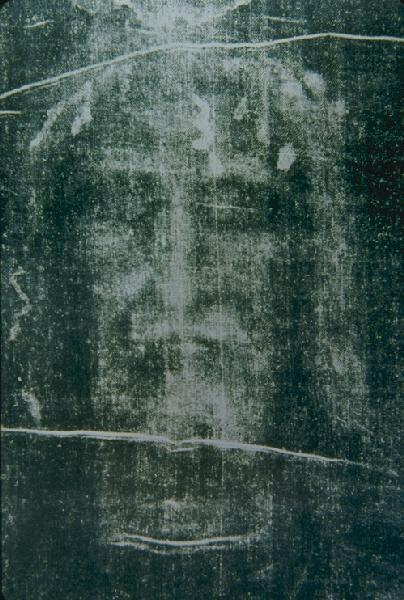
Saint Suaire de Turin, 1898.

Le linceul arrive à Montfort par la famille de Vergy propriétaire du château de Montfort au XIVe siècle.
Cette famille serait entrée en possession de cette relique grâce à Othon de la Roche, croisé bourguignon de la quatrième croisade, qui l'aurait prise pendant le sac de Constantinople en 1204. L’existence de cette relique reste secrète dans cette famille jusqu’au milieu du XIVe siècle. L'arrière-petite-fille d'Othon de la Roche, Jeanne de Vergy, épouse Geoffroi de Charny en 1340.
Geoffroy de Charny fait le vœu d’édifier une collégiale et d’y déposer le suaire en remerciement à la Sainte-Trinité, à laquelle il attribuait la réussite de son évasion des prisons anglaises. La collégiale est achevée en 1353, Geoffroy de Charny meurt à la bataille de Poitiers (16 septembre 1356), le linceul est déposé à Lirey dans l'Aube en 1357 par son fils.
Le linceul demeure à Lirey jusqu'en 1360. À cette date, l'évêque de Troyes Henri de Poitiers interdit les ostentations, considérant que le linceul doit être faux. Jeanne de Vergy prend peur et met alors le linceul en sécurité dans son château fortifié de Montfort, il y restera vingt-huit ans jusqu'à son décès en 1388. Son fils redonne aux chanoines de Lirey la relique en 1389. Craignant pour la conservation du linceul, pendant la guerre de Cent Ans, les chanoines de Lirey, le confient en 1418 à Marguerite de Charny, petite-fille de Geoffroy de Charny qui le plaça à nouveau dans son château de Montfort. Puis il sera déplacé à Saint-Hippolyte dans le Doubs, un fief de son mari, Humbert de Villersexel.
À la mort d'Humbert de Villersexel en 1438, les chanoines de Lirey se pourvurent en justice pour forcer son épouse à restituer la relique, mais celle-ci refusa et exposa le linceul à chacun de ses voyages notamment à Liège, Genève, Annecy, Paris, Bourg-en-Bresse, Nice.
Le 13 septembre 1452, elle vend la relique à Anne de Lusignan, épouse du duc Louis Ier de Savoie, contre le château de Varambon. Le linceul est dès lors conservé dans une nouvelle église, la Sainte-Chapelle de Chambéry, élevée à la dignité de collégiale par le pape Paul II. En 1464, le duc accepte de verser une rente aux chanoines de Lirey contre l'abandon des poursuites. Quant à Jeanne de Charny, elle décède le 7 octobre 1460 et est « excommuniée au-delà de la mort ».
Depuis 1578, il se trouve à Turin, où les ducs de Savoie ont transféré leur capitale en 1562.